# Louis Schuberth
Louis Schuberth (* 18. April 1806 in Magdeburg; † Mai 1850 in St. Petersburg) war ein deutscher Dirigent und Komponist.

## Leben
Louis Schuberth war ein Bruder des Verlegers Julius Schuberth. Er lernte bei Dotzauer Violoncello und studierte bei Carl Maria von Weber Theorie und Komposition. Bereits mit zwölf Jahren wurde er Mitglied des Magdeburger Orchesters. Später war er Dirigent in Oldenburg und Riga, bis er 1835 an das Theater in Königsberg verpflichtet wurde. 1837 ging er nach Danzig und wurde durch Richard Wagner ersetzt, kehrte jedoch zum 1. Oktober 1840 nach Königsberg zurück.

## Werke
Schuberth hinterließ Streichquartette, Klaviertrios, Klaviersonaten und mehrere Sinfonien.